# NGC 2547
NGC 2547 è un ammasso aperto posto entro i confini della costellazione delle Vele; nonostante le sue ridotte dimensioni apparenti, può essere scorto anche a occhio nudo.

## Osservazione

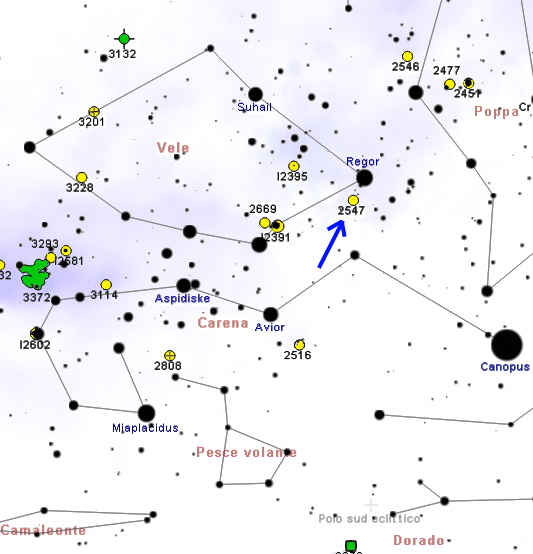
Mappa per individuare NGC 2547.

È a malapena visibile ad occhio nudo come una sorta di stella molto sfuocata e debole, in parte oscurato dalla vicina stella γ Velorum, che si individua due gradi a nord, e dalla Via Lattea, piuttosto intensa in questo tratto; la presenza di questa brillante stella facilita tuttavia la sua individuazione. Un binocolo 10x50 è già sufficiente per risolverlo in stelle, mentre con un 15x80 è già completamente sciolto; attraverso un telescopio da 80mm ricorda vagamente la forma della costellazione australe della Gru. NGC 2547 appare dominato da una stella azzurra di magnitudine 6,46, mentre le restanti sono quasi tutte di ottava e nona magnitudine.
L'ammasso si trova a una declinazione piuttosto meridionale e pertanto non risulta osservabile da molte delle regioni abitate dell'emisfero boreale; può essere scorto dalle propaggini meridionali dell'Europa e a partire dalle regioni centrali del Nordamerica. Da alcune regioni abitate dell'emisfero australe, al contrario, si presenza circumpolare. Il periodo migliore per la sua osservazione nel cielo serale è quello compreso fra dicembre e maggio.

## Storia delle osservazioni
Fu individuato per la prima volta dall'abate Nicolas Louis de Lacaille durante la sua permanenza in Sudafrica nel 1752, che la definì come un insieme di stelle accompagnate da una nebulosità di fondo. James Dunlop lo riosservò nel 1827, risolvendolo in stelle e affermando che non ci fosse traccia di nebulosità fra le sue componenti. John Herschel lo riosservò in seguito e lo inserì nel suo General Catalogue of Nebulae and Clusters col numero 1636.

## Caratteristiche
NGC 2547 è un ammasso molto ricco e brillante, formato da numerose stelle azzurre e calde; la sua distanza è stimata attorno ai 455 parsec (circa 1480 anni luce) ed è quindi situato sul Braccio di Orione, presso il bordo interno della Nebulosa di Gum. Permangono tuttavia alcune incertezze.
Se questa stima è corretta, le sue stelle componenti sono racchiuse in un diametro di appena 10 anni luce. Una vaga nebulosità, non associata all'ammasso in quanto sovrapposta sulla nostra linea di vista, si osserva a forti ingrandimenti; questo complesso nebuloso, parte della Nebulosa di Gum, pare avvolgere anche tutta la porzione di cielo in cui si estende l'ammasso. La stella più brillante dell'ammasso è la bianco-azzurra HD 68478, di magnitudine 6,44. Sono note 70 componenti con classe spettrale compresa fra B3 e K0; estendendo il conto fino alle stelle di classe M e una massa pari a 0,2 M⊙, si arriva a circa 600 stelle.
Data la sua età, stimata attorno ai 30 milioni di anni, quest'ammasso è oggetto di studi in quanto si trova nel pieno della fase più importante per la formazione dei pianeti terrestri; fra tutte le componenti note tuttavia soltanto quattro sembrano possedere caratteristiche spettrali che riconducono alla presenza di un disco protoplanetario: una di classe G, due di classe K e una di classe M.

### Libri
- (EN) Stephen James O'Meara, Deep Sky Companions: Hidden Treasures, Cambridge University Press, 2007, ISBN 0-521-83704-9.

### Carte celesti
- Tirion, Rappaport, Lovi, Uranometria 2000.0 - Volume II - The Southern Hemisphere to +6°, Richmond, Virginia, USA, Willmann-Bell, inc., 1987, ISBN 0-943396-15-8.
- Tirion, Sinnott, Sky Atlas 2000.0 - Second Edition, Cambridge, USA, Cambridge University Press, 1998, ISBN 0-933346-90-5.
- Tirion, The Cambridge Star Atlas 2000.0, 3ª ed., Cambridge, USA, Cambridge University Press, 2001, ISBN 0-521-80084-6.